# Кар-Никобар
Кар-Никобар (англ. Car Nicobar, Кар: Pu) — самый северный остров  группы Никобарских островов. Как и другие острова архипелага, является частью союзной территории Индии Андаманские и Никобарские острова.
Остров сильно пострадал от землетрясения в Индийском океане в 2004 году.

## География
Расположен примерно на равном расстоянии от островов Малый Андаман и Нанкаури, в 92 км к северу от острова Тересса. От архипелага Андаманских островов остров отделяет пролив Десятого Градуса.
Площадь острова составляет 126,9 км²; максимальная длина составляет 15,4 км, ширина — 12 км. Представляет собой плоскую территорию, покрытую кокосовыми пальмами и песчаными пляжами. Климат характеризуется как тропический со среднегодовым уровнем осадков – около 400 мм и средней влажностью – 79 %.

## Население
Население острова составляет 29 145 человек (данные переписи 2001 года), все они проживают в 15 деревнях, крупнейшая из которых — Малакка. Несмотря на то, что остров составляет всего около 7 % от площади всех Никобарских островов, здесь проживает более 50 % населения архипелага. Средняя плотность населения — 229,67 чел./км².